# رودخانه‌ها و دشت‌های سیلابی
رودخانه‌ها و دشت‌های سیلابی کتابی از جان اس. بریج با ترجمهٔ محمدحسین رضائی مقدم و مهدی ثقفی است که در سال ۱۳۸۷ منتشر و در مراسم کتاب سال جمهوری اسلامی ایران به‌عنوان کتاب برگزیده معرفی شد.